# Cartola - Documento Inédito
Cartola - Documento Inédito é um álbum póstumo do sambista carioca Cartola, lançado em 1982 pela gravadora Eldorado.

## Álbum
Contém depoimentos de Cartola a Rádio Eldorado de São Paulo e mais oito músicas com o próprio sambista ao violão.

## Faixas
Lado A
1. Que Sejam Benvindos     (Cartola)
2. Autonomia     (Cartola)
3. Acontece     (Cartola)
4. Senões       (Cartola e Nuno Veloso)

Lado B
1. O inverno Do Meu Tempo       (Cartola e Roberto Nascimento)
2. Que Sejas Bem Feliz       (Cartola)
3. Dê-me Graças, Senhora       (Cartola e Cláudio Jorge)
4. Quem Me Vê Sorrindo       (Cartola e Carlos Cachaça)